# Tom Maagendans
Tom Maagendans (Arnhem, 8 november 1942 – Wolvega, 6 september 2018) was een Nederlands politicus van de VVD.
Hij heeft gestudeerd aan de Rijks Middelbare Landbouwschool in Zetten en had een handelsonderneming in agrarische producten. Daarnaast zat hij van 1974 tot 1989 in de gemeenteraad van Ooststellingwerf waar hij ook fractievoorzitter en wethouder is geweest. In oktober 1989 werd Maagendans benoemd tot burgemeester van Vledder. In september 1993 werd Wim Vuursteen daar als waarnemend burgemeester benoemd omdat Maagendans vanwege multiple sclerose zijn werk soms lange tijd niet kon doen. Een jaar later werd duidelijk dat Maagendans niet meer zou terugkeren. 